# Westerringspoorbrug
De Westerringspoorbrug, gekend als de Blauwe Fietsbrug of het Blauw Brugje is een fietsbrug op de grens tussen de Gentse wijken Brugse Poort - Rooigem, Bloemekenswijk en Mariakerke. Op de plaats van deze fietsbrug lag vroeger de spoorbrug van de Westerring (Lijn 55).
De fietsbrug, geverfd in blauw, werd geplaatst in 1999 en is onderdeel van de Westerringspoorfietsroute (onderdeel van fietssnelweg F400, de Kleine Fietsring rond Gent), een waardevolle verbinding voor fietsers en voetgangers om de drukke stadsring R40 te vermijden. Verder naar het zuidwesten ligt het natuurgebied Bourgoyen-Ossemeersen.
De brug ligt in de onmiddellijke nabijheid van het Fluweelpark en het Lokaal Dienstencentrum De Boei, en dwarst op de zuidwestelijke oever direct die andere Gentse hoofdfietsas Coupure - Groendreef, Fietssnelweg F405 (Gent-Lovendegem) en de LF Kunststedenroute (Brugge-Gent-Antwerpen...).

## Geschiedenis
In de periode juni-september 2024 wordt het hinderlijke hoogteverschil aan de N9-zijde van de brug verminderd, en wordt de fietsoversteek van de N9 in het verlengde van de brug gelegd.